# Knut Ståhlberg
Knut Alfred Ståhlberg, född 27 januari 1919 i Solna församling i Stockholm, död 9 februari 2015 i Paris, Frankrike, var en svensk journalist och författare, från 1945 huvudsakligen verksam i Frankrike. År 2006 utnämndes han till riddare av franska Hederslegionen.

## Biografi
Knut Ståhlberg var son till metallarbetaren Per Alfred Karlsson (1889–1928) och Anna Viktoria Olsson (omgift Ståhlberg och Lundberg) (1896–1957). Han var från 1950 gift med Juliette Ståhlberg (1906–1990) och från 1995 fram till sin död gift med journalisten Britt Ståhlberg Norée (1943–2024).
Ståhlberg kom 1945 till Paris, där han sedan dess var bosatt och där han under ett tjugotal år var Sveriges Radios utrikeskorrespondent. Under 1980-talet och 1990-talet var han fast Pariskorrespondent för Tidningarnas Telegrambyrå (TT).
Han skrev flera böcker, bland annat en biografi över Charles de Gaulle baserat på ett omfattande och huvudsakligen franskspråkigt källmaterial. Han gjorde även uppmärksammade inhopp som nyhetsuppläsare i Rapport där hans kroppsspråk och gestikulationer blev ett folkkärt inslag. Enligt Aftonbladet sade Ståhlberg i en intervju 2008 att han uppfattade uppmärksamheten kring det hela överdriven. Det var helt enkelt inte aktuellt för honom att som de andra nyhetsankarna sitta still och läsa upp, hans ambition var att prata normalt och då "talar man också med händerna."
Knut Ståhlberg är begravd på Lidingö kyrkogård.